# Marian Rehorowski
Marian Rehorowski (ur. 9 marca 1911 we Lwowie, zm. 23 marca 1973 we Wrocławiu) – polski architekt wnętrz.

## Życiorys
W 1930 rozpoczął studia na Wydziale Architektury Politechniki Lwowskiej, dziewięć lat później otrzymał absolutorium. Od 1938 był asystentem prof. Wiesława Grzymalskiego, który kierował Katedrą Rysunków Zdobniczych i Dekoracji Wnętrza. Po mobilizacji w sierpniu 1939 walczył podczas kampanii wrześniowej w obronie Warszawy, aresztowany po kapitulacji Warszawy był więźniem obozów jenieckich Nienburg, Spittal an der Drau, Woldenberg. W miarę możliwości pogłębiał swoją wiedzę na temat historii wnętrz i meblarstwa. Po zakończeniu wojny zamieszkał we Wrocławiu, gdzie związał się zawodowo z tworzonym wówczas Wydziałem Architektury Politechniki Wrocławskiej. W 1946 obronił pracę dyplomową na Politechnice Krakowskiej, od 1950 wykładał historię wnętrz i meblarstwa. Pomiędzy 1950 a 1962 przeprowadził inwentaryzację fotograficzno-pomiarową oraz opisową i rysunkową mebli-eksponatów znajdujących się w wyposażeniu muzeów i kościołów w siedemdziesięciu pięciu miastach Polski. W 1961 obronił pracę doktorską, a rok później habilitacyjną. Opublikował ponad siedemdziesiąt artykułów dotyczących mebli i wyposażenia wnętrz.
Pochowany na Cmentarzu Grabiszyńskim we Wrocławiu.

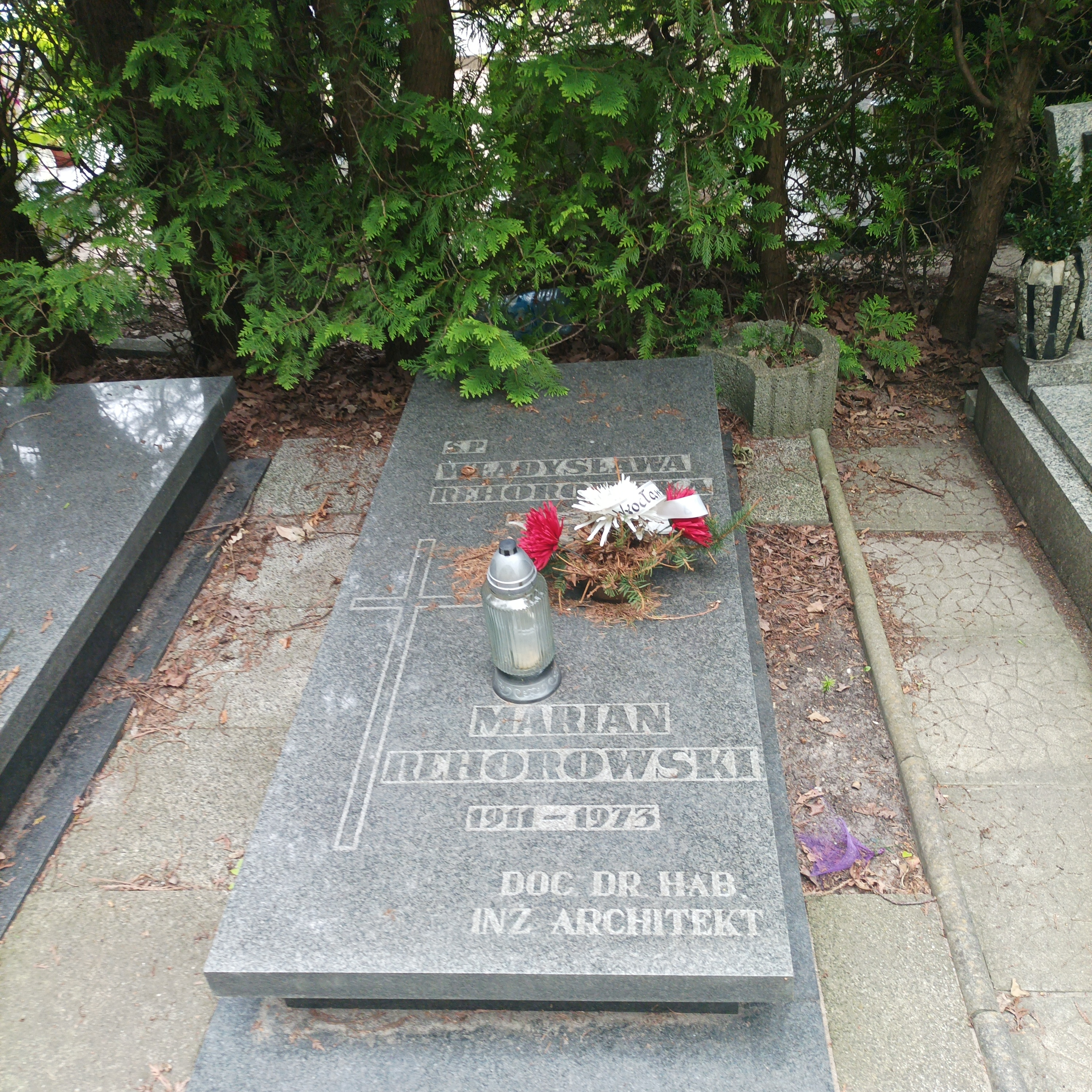
Grób Mariana Rehorowskiego na Cmentarzu Grabiszyńskim

## Odznaczenia
- Brązowy Krzyż Zasługi;
- Złota Odznaka Politechniki Wrocławskiej;
- Odznaka Tysiąclecia Politechniki Wrocławskiej.